# Residenze dei Gonzaga

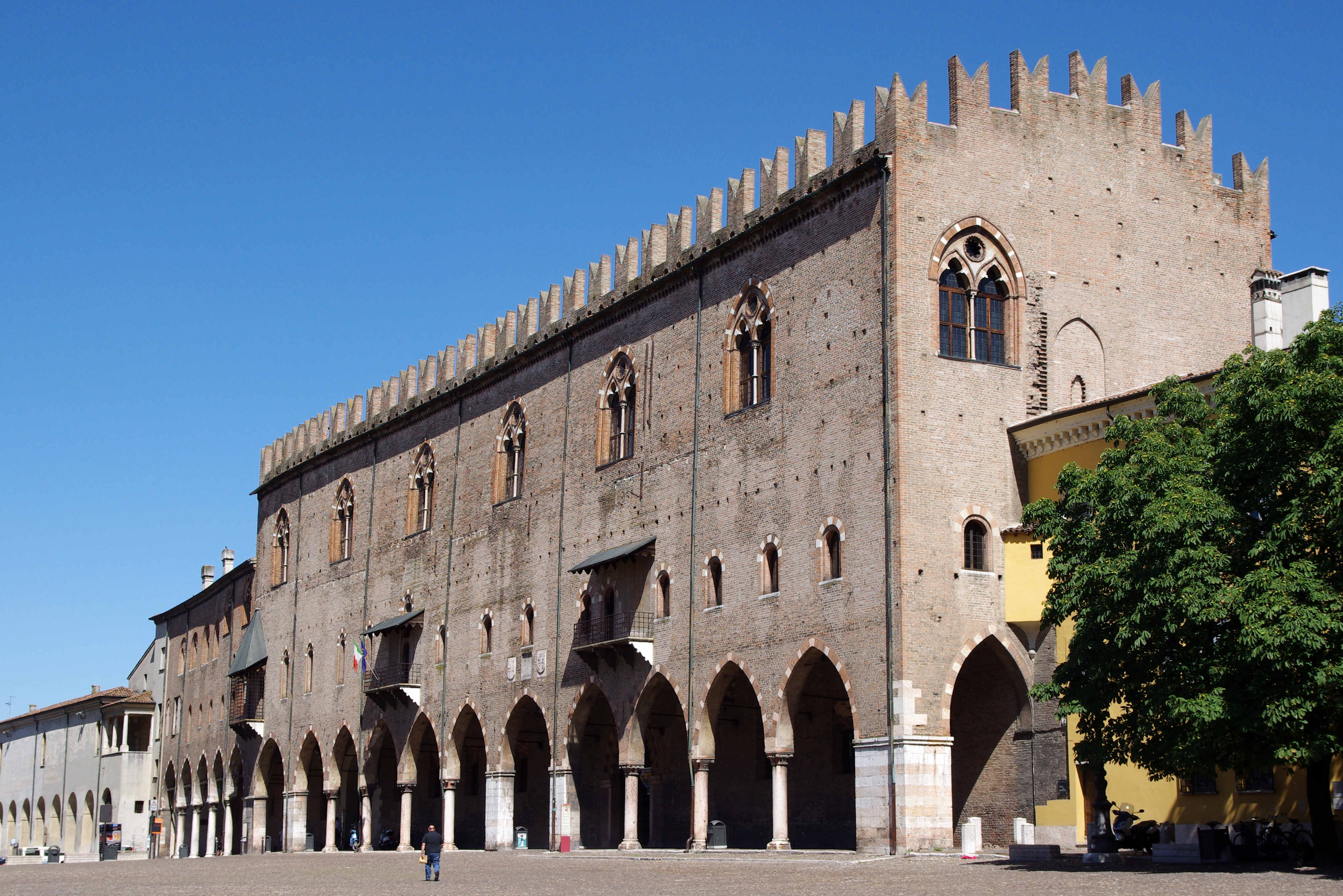
Mantova, Palazzo Ducale, reggia dei Gonzaga

Numerose sono state le residenze dei Gonzaga, sparse in tutta Italia e all'estero.

Questo è l'elenco non esaustivo delle dimore che i vari rami della famiglia hanno costruito o abitato.

## In Italia

### A Mantova

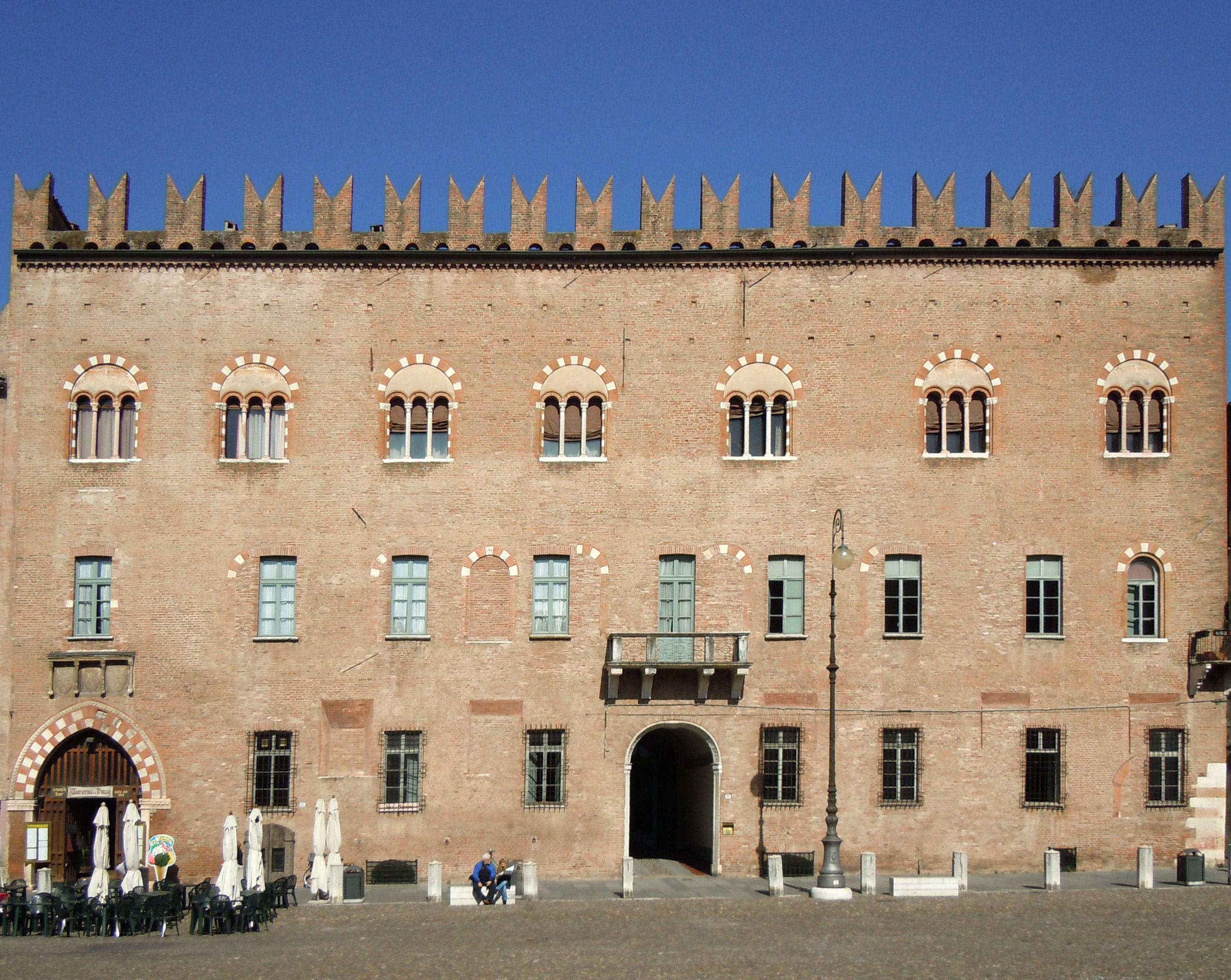
Mantova, Palazzo Bonacolsi

| Comune  | Regione   | Provincia | Struttura |
| ------- | --------- | --------- | --- |
| Mantova | Lombardia | Mantova   | Palazzo Ducale, Magna Domus, Palazzo Te, Castello di San Giorgio, Palazzo San Sebastiano, Palazzo Bonacolsi, Palazzo Cavriani (Nobili Gonzaga), Palazzo degli Studi, Palazzo del Capitano, Palazzo del Massaro, Ca' Zoiosa, Palazzo dell'Accademia, Teatro Bibiena, Palazzo e Torre dei Gambulini, Torre della Gabbia, Torre degli Zuccaro, Palazzo Valenti Gonzaga, Casa del Mantegna, Palazzina della Paleologa, Palazzo Colloredo, Palazzo dei Gonzaga di Vescovato, Palazzo Mainoldi (Gonzaga di Palazzolo), Palazzo dell'Abate, Palazzo di Taddeo di Febo Gonzaga, Cà degli Uberti, Palazzo di Ercole Gonzaga, Palazzo di Giovan Ludovico dei Nobili Gonzaga, Palazzo di Marsilio Gonzaga, Palazzo dei Gonzaga di Castiglione, Palazzo di Alessandro Gonzaga, Palazzo di Antonio Gonzaga, Palazzo Sant'Agnese dei Nobili Gonzaga, Palazzo Gonzaga di vicolo Santa Maria, Palazzo di Gerolamo Gonzaga, Palazzo di Giovan Pietro Gonzaga, Palazzo Biondi, Palazzo della Resega, Palazzo di Giulio Gonzaga, Palazzo Gonzaga di via Acerbi 16, Palazzo di Mario dei Nobili Gonzaga, Palazzo di Francesco Gonzaga in contrada del Cervo, Palazzo di Guido Filippino dei Nobili Gonzaga, Residenza di Cesare Gonzga, Palazzo di Gaudenzio Gonzaga, Palazzo di Federico e Gianfrancesco Nobili Gonzaga, Palazzo di Alessandro di Guido Gonzaga, Palazzo di Guido Antonio Gonzaga, Palazzo di Giampietro e Girolamo Nobili Gonzaga, Palazzo di Filippo Gonzaga, Palazzo Municipale. |

### In provincia di Mantova

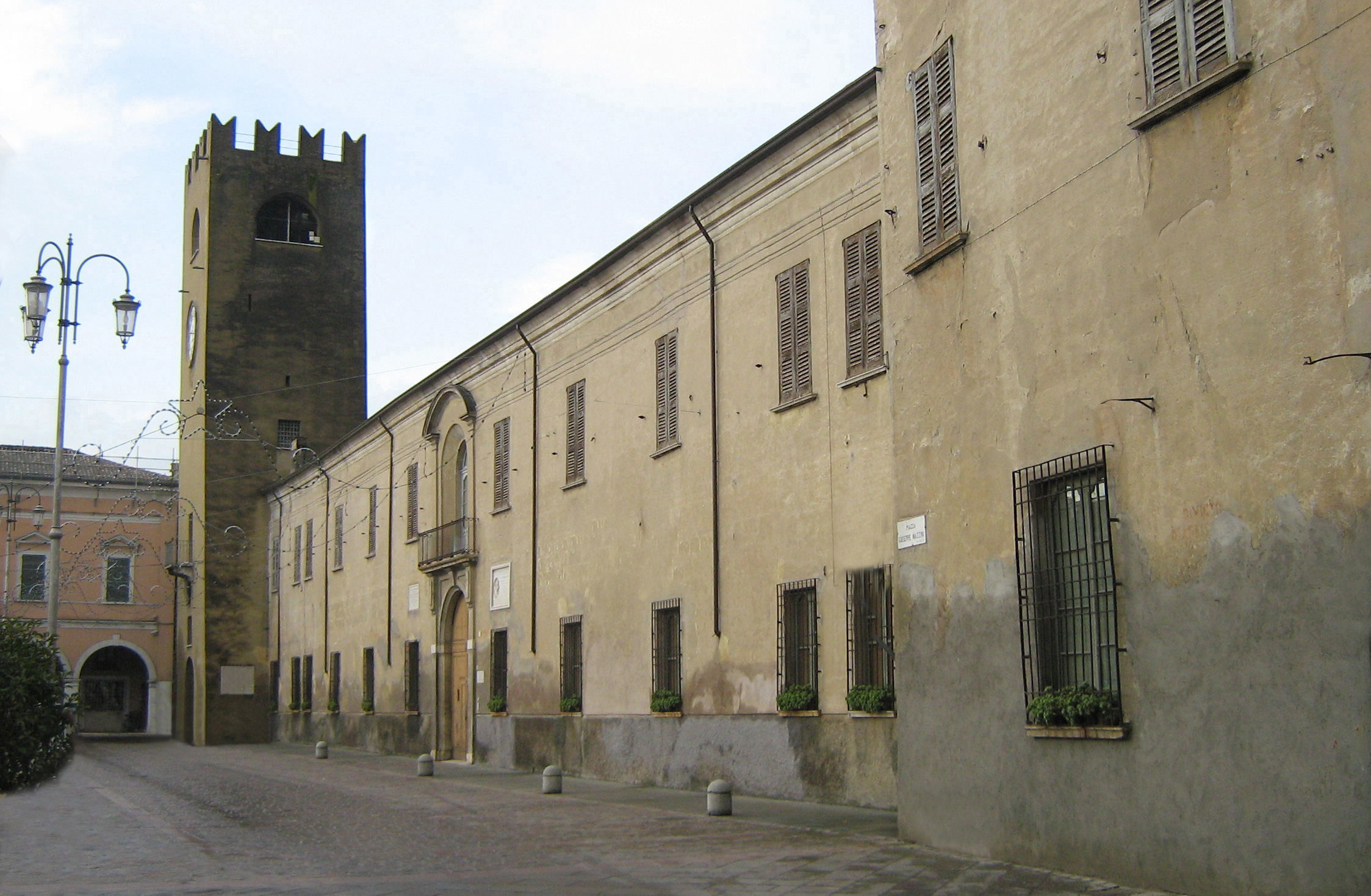
Castel Goffredo, Palazzo Gonzaga-Acerbi

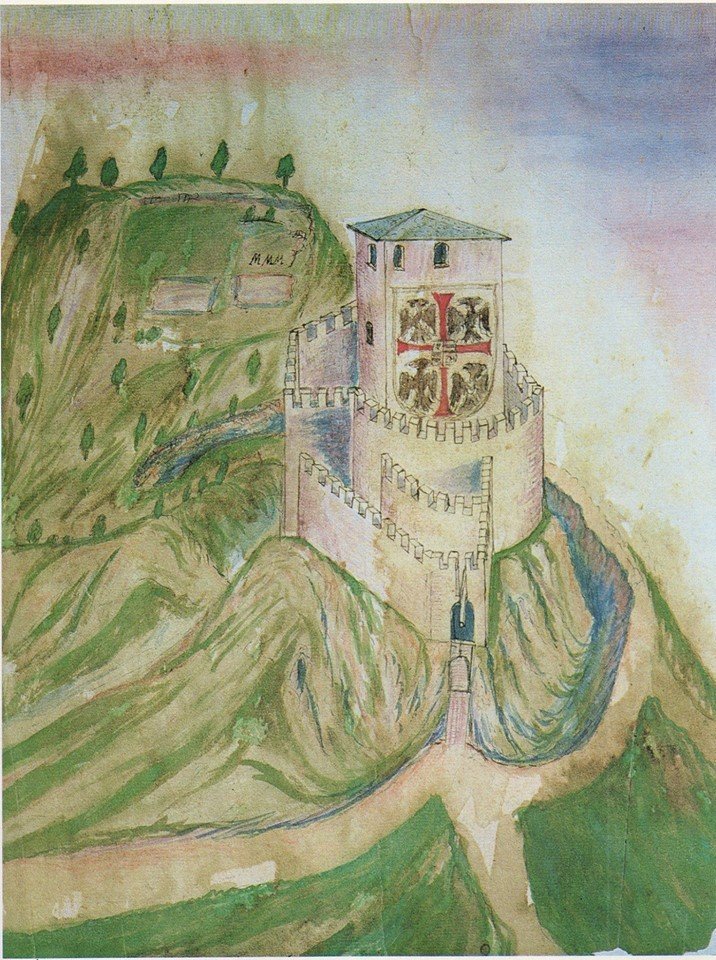
Rocca di Solferino con lo stemma dei Gonzaga, XVII secolo

| Comune                     | Struttura |
| -------------------------- | --- |
| Asola                      | Castello |
| Belforte                   | Casa Bergamaschi ex Gonzaga-Pico                                                                                         |
| Borgo Virgilio             | Corte Virgiliana |
| Bozzolo                    | Palazzo Gonzaga |
| Canneto sull'Oglio         | Castello di Canneto |
| Casalmoro                  | Castello di Casalmoro |
| Castelbelforte             | Castello di Castelbelforte                                                                                               |
| Castel d'Ario              | Castello, Corte Grande di Villagrossa, Corte di Susano a Susano                                                          |
| Castellucchio              | Cascina Mainolda a Sarginesco, Castello                                                                                  |
| Castel Goffredo            | Palazzo Gonzaga-Acerbi, Torrazzo di Castel Goffredo, Corte Gambaredolo a Gambaredolo                                     |
| Castiglione delle Stiviere | Palazzo del Principe, Castello, Casino Pernestano                                                                        |
| Cavriana                   | Castello, Villa Mirra |
| Ceresara                   | Castello, Palazzo Secco-Pastore, Corte San Lazzaro, Torre di Corte Nuova                                                 |
| Commessaggio               | Torrazzo e palazzo dei Gonzaga                                                                                           |
| Curtatone                  | Palazzo Zanetti-Cavalcabò a Montanara                                                                                    |
| Gazzuolo                   | Palazzo Gonzaga, Castello di Gazzuolo                                                                                    |
| Goito                      | Castello, Villa Giraffa, Corte Bell'Acqua, Corte Sacchetta, Corte Brolazzo, Corte Villabona, Corte Gazzo, Villa Moschini |
| Gonzaga                    | Castello, Villa Canaro, Villa Maraini-Guerrieri Gonzaga a Palidano                                                       |
| Magnacavallo               | Corte Dosso dell'Inferno                                                                                                 |
| Marcaria                   | Castello di Marcaria, Villa Negri a Cesole, Palazzone a Campitello                                                       |
| Mariana Mantovana          | Castello |
| Marmirolo                  | Castello, Palazzo Gonzaga, Palazzina gonzaghesca di Bosco Fontana, Palazzo Custoza a Marengo,Corte Villabella            |
| Medole                     | Castello, Quartiere, Palazzo del Principe                                                                                |
| Moglia                     | Villa Galvagnina Vecchia                                                                                                 |
| Monzambano                 | Castello di Castellaro Lagusello                                                                                         |
| Motteggiana                | Corte Ghirardina |
| Ostiglia                   | Castello |
| Pegognaga                  | Corte Grande |
| Piubega                    | Castello |
| Poggio Rusco               | Palazzo Gonzaga, Corte gonzaghesca di Dosso dell'Inferno                                                                 |
| Pomponesco                 | Castello |
| Porto Mantovano            | Villa La Favorita, Corte Spinosa, Corte Schiarino                                                                        |
| Quingentole                | Palazzo dei vescovi di Mantova                                                                                           |
| Quistello                  | Castello |
| Redondesco                 | Castello |
| Revere                     | Palazzo ducale |
| Rivarolo Mantovano         | Palazzo pretorio, Castello, Palazzo Penci, Corte Cascina Stella di Cividale                                              |
| Rodigo                     | Castello, Corte La Motella                                                                                               |
| Roncoferraro               | Corte Rottadola di Pontemerlano, Villa Pendasio a Villa Garibaldi                                                        |
| Roverbella                 | Castello di Castiglione Mantovano, Corte Grande di Pellaloco                                                             |
| Sabbioneta                 | Palazzo ducale, Palazzo del Giardino, castello, villa La Grancia di Villa Pasquali                                       |
| San Benedetto Po           | Villa gonzaghesca di Portiolo                                                                                            |
| San Martino dall'Argine    | Castello |
| Sermide                    | Castello |
| Suzzara                    | Corte di Sailetto |
| Solferino                  | Rocca, Castello |
| Sustinente                 | Villa Guerrieri Gonzaga                                                                                                  |
| Viadana                    | Castello, Palazzo Gonzaga                                                                                                |
| Villimpenta                | Castello, Villa Gonzaga-Zani                                                                                             |
| Volta Mantovana            | Castello, Palazzo Gonzaga-Guerrieri.                                                                                     |

### Fuori provincia di Mantova

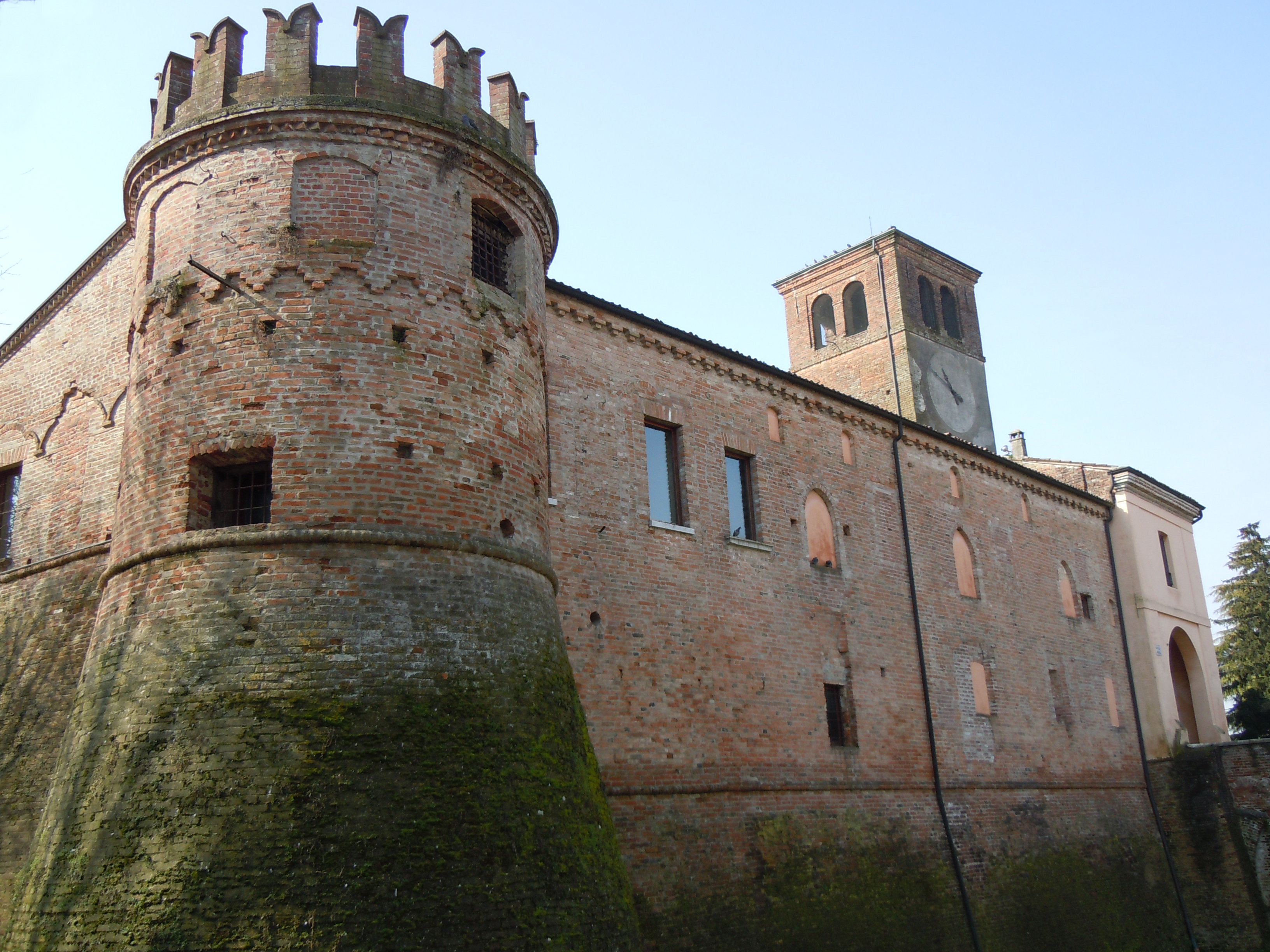
Ostiano, il castello

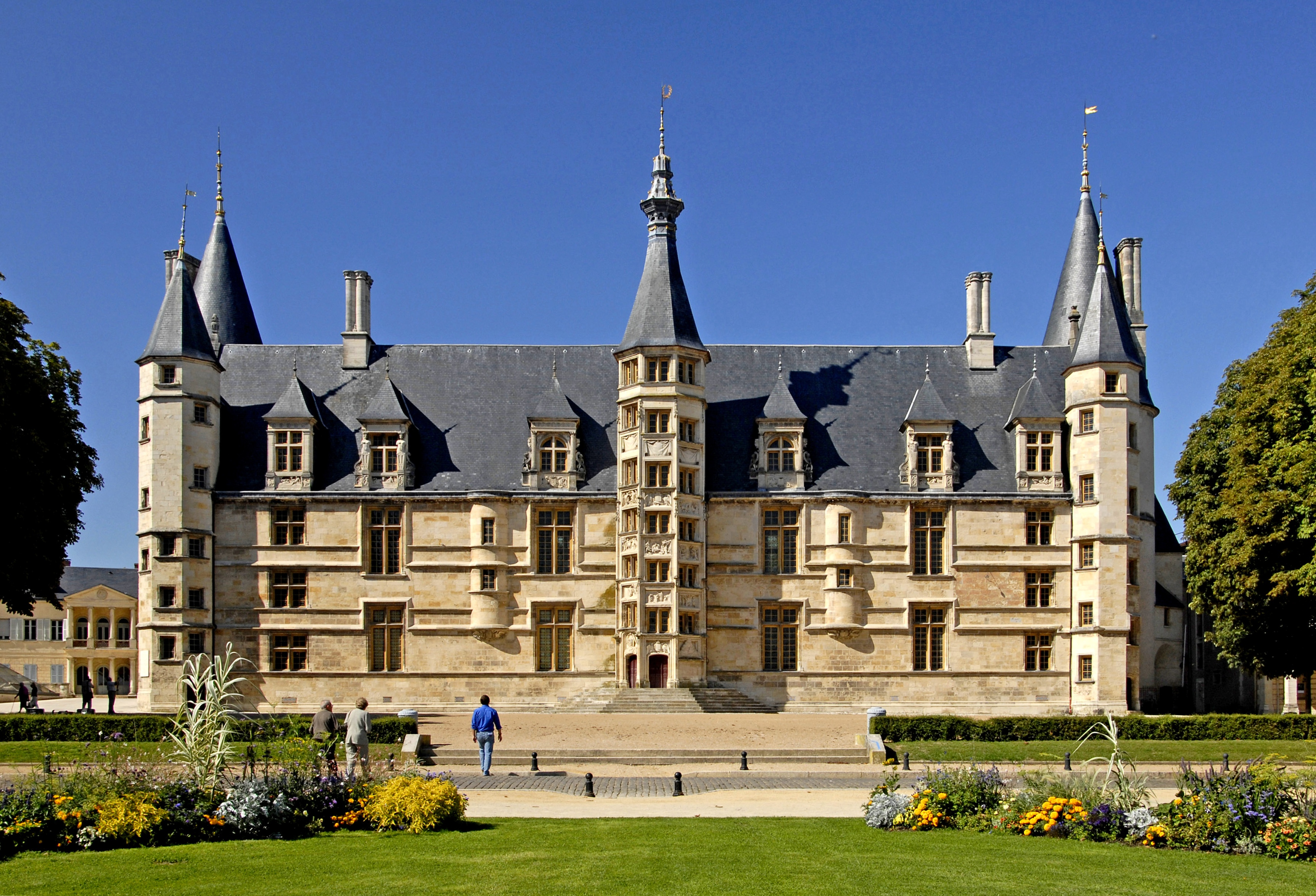
Nevers, il Palazzo ducale

| Comune                 | Regione        | Provincia     | Struttura                                                                                  |
| ---------------------- | -------------- | ------------- | ------------------------------------------------------------------------------------------ |
| Agazzano               | Emilia-Romagna | Piacenza      | Castello di Agazzano                                                                       |
| Alessano               | Puglia         | Lecce         | Palazzo Ducale                                                                             |
| Bagnolo in Piano       | Emilia-Romagna | Reggio Emilia | Torrazzo                                                                                   |
| Campobasso             | Molise         | Campobasso    | Palazzo Cannavina                                                                          |
| Casale Monferrato      | Piemonte       | Alessandria   | Castello dei Paleologi, Palazzo Langosco, Palazzo Pico-Callori-Gonzaga                     |
| Casalmaggiore          | Lombardia      | Cremona       | Castello                                                                                   |
| Cassolnovo             | Lombardia      | Pavia         | Castello di Villanova                                                                      |
| Cavernago              | Lombardia      | Bergamo       | Castello di Cavernago                                                                      |
| Fiorenzuola d'Arda     | Emilia-Romagna | Piacenza      | Palazzo Gonzaga                                                                            |
| Fondi                  | Lazio          | Latina        | Castello                                                                                   |
| Frascati               | Lazio          | Roma          | Villa Falconieri                                                                           |
| Frassineto Po          | Piemonte       | Alessandria   | Palazzo Ducale                                                                             |
| Gabiano                | Piemonte       | Alessandria   | Castello                                                                                   |
| Guastalla              | Emilia-Romagna | Reggio Emilia | Palazzo Ducale                                                                             |
| Isola Dovarese         | Lombardia      | Cremona       | Castello                                                                                   |
| Lonato del Garda       | Lombardia      | Brescia       | Rocca                                                                                      |
| Luzzara                | Emilia-Romagna | Reggio Emilia | Palazzo della Macina, Castello di Luzzara, Villa Paralupi al Maso, Casino della Tomba      |
| Macerata               | Marche         | Macerata      | Palazzo del Governo (Macerata)                                                             |
| Milano                 | Lombardia      | Milano        | Palazzo Reale (Gonzaga), Villa Simonetta, Palazzo Gonzaga di Vescovado                     |
| Molfetta               | Puglia         | Bari          | Castello dei Gonzaga                                                                       |
| Montano Lucino         | Lombardia      | Como          | Villa Gonzaga                                                                              |
| Monte Berico           | Veneto         | Vicenza       | Villa Camerini-Gonzaga                                                                     |
| Novellara              | Emilia-Romagna | Reggio Emilia | Rocca, Casino di Sopra, Casino di Sotto                                                    |
| Numana                 | Marche         | Ancona        | Villa Virginia                                                                             |
| Olgiate Olona          | Lombardia      | Varese        | Villa Greppi-Gonzaga                                                                       |
| Ostiano                | Lombardia      | Cremona       | Castello                                                                                   |
| Palermo                | Sicilia        | Palermo       | Villa Gonzaga                                                                              |
| Pienza                 | Toscana        | Siena         | Palazzo Gonzaga Simonelli                                                                  |
| Pomaro Monferrato      | Piemonte       | Alessandria   | Castello                                                                                   |
| Poviglio               | Emilia-Romagna | Reggio Emilia | Castello                                                                                   |
| Presicce               | Puglia         | Lecce         | Palazzo Ducale                                                                             |
| Reggiolo               | Emilia-Romagna | Reggio Emilia | Rocca                                                                                      |
| Roma                   | Lazio          | Roma          | Palazzo Aragona Gonzaga, Palazzo Ruspoli, Palazzo Fiano al Corso                           |
| Rosignano Monferrato   | Piemonte       | Alessandria   | Castello di Uviglie                                                                        |
| San Giorgio Monferrato | Piemonte       | Alessandria   | Castello                                                                                   |
| San Paolo di Civitate  | Puglia         | Foggia        | Palazzo Gonzaga                                                                            |
| Toscolano Maderno      | Lombardia      | Brescia       | Palazzo Gonzaga, Palazzo Bulgheroni                                                        |
| Venezia                | Veneto         | Venezia       | Palazzo Michiel dalle Colonne, Ca' Foscari, Palazzo Foscari Del Prà, Ca' Vendramin Calergi |
| Verona                 | Veneto         | Verona        | Case Mazzanti                                                                              |
| Vescovato              | Lombardia      | Cremona       | Rocca di Vescovato                                                                         |

## All'estero
| Comune               | Nazione | Regione           | Dipartimento  | Struttura               |
| -------------------- | ------- | ----------------- | ------------- | ----------------------- |
| Charleville-Mézières | Francia | Champagne-Ardenne | Ardenne       | Palais des Tournelles   |
| Coulommiers          | Francia | Île-de-France     | Senna e Marna | Castello di Coulommiers |
| Mayenne              | Francia | Paesi della Loira | Mayenne       | Castello di Mayenne     |
| Montcornet           | Francia | Champagne-Ardenne | Ardenne       | Castello di Montcornet  |
| Nevers               | Francia | Borgogna          | Nièvre        | Palazzo Ducale          |